# Paulisana
Paulisana is een geslacht van vlinders van de familie tandvlinders (Notodontidae), uit de onderfamilie Notodontinae.

## Soorten
- P. grisea Kiriakoff, 1979
- P. rufina Kiriakoff, 1960